# Siphonalia kikaigashimana
Siphonalia kikaigashimana is een slakkensoort uit de familie van de Buccinidae. De wetenschappelijke naam van de soort is voor het eerst geldig gepubliceerd in 1908 door Hirase.